# 和錦克年
和錦 克年（かつにしき かつとし、1946年7月2日 - 2008年11月17日）は、静岡県静岡市清水区（現役当時は、同県庵原郡由比町）出身で春日野部屋に所属した大相撲力士。本名は和田 歳夫（わだ としお）。最高位は西前頭13枚目（1976年1月場所）。得意手は右四つ、上手投げ、寄りなど。現役時代の体格は185cm、112kg。

## 来歴
由比中学校を卒業後、小糸製作所に1年数ヵ月ほど勤務。退職後の1963年9月、春日野部屋に入門し、同年9月場所で初土俵を踏んだ。
当初の四股名は、本名と師匠（元横綱・栃錦）の現役名に因んだ「和田錦」。その後、幕下時代の1970年3月場所より「和錦」に改名した（「田（=田んぼ）は足を取られるから…」という理由で、四股名を改めた、という）。
以後は暫く幕下に在ったが、1972年7月場所で十両に昇進。そして、1976年1月場所で待望の入幕を果たした。序ノ口に付いてから74場所目での新入幕で、これは当時大相撲史上2位のスロー入幕記録であった。
しかし、場所中の負傷により振るわず、5勝10敗と大きく負け越して1場所で十両へと逆戻り。
十両には通算で27場所在位したが、幕内は結局、上述の1場所しか務まらなかった。
現役晩年は幕下13枚目まで番付を落とし、1978年3月場所後、31歳で廃業。
廃業後は、静岡市内で相撲料理の店を経営した後、運送会社に勤めたという。
2008年11月17日、逝去。享年62。

## 主な成績・記録
- 通算成績：421勝397敗29休 勝率.515
- 幕内成績：5勝10敗 勝率.333
- 現役在位：87場所
- 幕内在位：1場所

### 場所別成績
| | 一月場所 初場所（東京） | 三月場所 春場所（大阪） | 五月場所 夏場所（東京） | 七月場所 名古屋場所（愛知） | 九月場所 秋場所（東京） | 十一月場所 九州場所（福岡） |
| --- | ----------------------- | ----------------------- | ----------------------- | --------------------------- | ----------------------- | --------------------------- |
| 1963年 （昭和38年） | x                       | x                       | x                       | x                           | （前相撲）              | 西序ノ口13枚目 4–3          |
| 1964年 （昭和39年） | 東序二段92枚目 4–3      | 東序二段74枚目 6–1      | 西序二段28枚目 4–3      | 西序二段8枚目 2–5           | 西序二段35枚目 6–1      | 東三段目72枚目 2–5          |
| 1965年 （昭和40年） | 東序二段14枚目 4–3      | 東三段目88枚目 3–4      | 東序二段筆頭 6–1        | 西三段目39枚目 2–5          | 東三段目62枚目 4–3      | 東三段目40枚目 6–1          |
| 1966年 （昭和41年） | 東三段目4枚目 3–4       | 東三段目12枚目 5–2      | 西幕下84枚目 2–5        | 西三段目3枚目 4–3           | 東幕下89枚目 5–2        | 西幕下64枚目 3–4            |
| 1967年 （昭和42年） | 東幕下75枚目 1–6        | 西三段目8枚目 5–2       | 東三段目35枚目 5–2      | 東三段目7枚目 4–3           | 西幕下57枚目 3–4        | 東三段目2枚目 3–4           |
| 1968年 （昭和43年） | 西三段目8枚目 3–4       | 西三段目12枚目 6–1      | 東幕下45枚目 5–2        | 西幕下30枚目 3–4            | 西幕下36枚目 5–2        | 西幕下17枚目 休場 0–0–7     |
| 1969年 （昭和44年） | 西幕下46枚目 3–4        | 東幕下53枚目 5–2        | 西幕下34枚目 2–5        | 東幕下50枚目 4–3            | 西幕下38枚目 2–3–2      | 東幕下58枚目 4–3            |
| 1970年 （昭和45年） | 東幕下52枚目 5–2        | 西幕下33枚目 6–1        | 東幕下14枚目 5–2        | 西幕下6枚目 休場 0–0–7      | 東幕下37枚目 2–3–2      | 東幕下56枚目 5–2            |
| 1971年 （昭和46年） | 西幕下37枚目 5–2        | 西幕下22枚目 5–2        | 東幕下11枚目 3–4        | 東幕下17枚目 3–4            | 西幕下23枚目 4–3        | 東幕下20枚目 6–1            |
| 1972年 （昭和47年） | 東幕下5枚目 5–2         | 西幕下筆頭 3–4          | 東幕下4枚目 5–2         | 西十両12枚目 8–7            | 東十両8枚目 7–8         | 東十両9枚目 8–7             |
| 1973年 （昭和48年） | 西十両7枚目 7–8         | 西十両11枚目 8–7        | 東十両9枚目 9–6         | 東十両5枚目 5–10            | 東十両11枚目 8–7        | 東十両10枚目 3–12           |
| 1974年 （昭和49年） | 東幕下9枚目 5–2         | 西幕下4枚目 5–2         | 東十両13枚目 4–11       | 東幕下6枚目 5–2             | 西幕下2枚目 4–3         | 東幕下筆頭 4–3              |
| 1975年 （昭和50年） | 東十両13枚目 9–6        | 東十両10枚目 8–7        | 東十両9枚目 8–7         | 西十両5枚目 8–7             | 東十両3枚目 8–7         | 東十両2枚目 9–6             |
| 1976年 （昭和51年） | 西前頭13枚目 5–10       | 東十両3枚目 3–8–4       | 西十両12枚目 8–7        | 西十両10枚目 7–8            | 西十両12枚目 8–7        | 東十両8枚目 7–8             |
| 1977年 （昭和52年） | 西十両8枚目 9–6         | 東十両4枚目 5–10        | 西十両10枚目 8–7        | 東十両9枚目 8–7             | 西十両6枚目 5–10        | 西十両12枚目 5–10           |
| 1978年 （昭和53年） | 東幕下8枚目 3–4         | 東幕下13枚目 引退 0–0–7 | x                       | x                           | x                       | x                           |
| 各欄の数字は、「勝ち-負け-休場」を示す。 優勝 引退 休場 十両 幕下 三賞：敢=敢闘賞、殊=殊勲賞、技=技能賞 その他：★=金星 番付階級：幕内 - 十両 - 幕下 - 三段目 - 序二段 - 序ノ口 幕内序列：横綱 - 大関 - 関脇 - 小結 - 前頭（「#数字」は各位内の序列） |                         |                         |                         |                             |                         |                             |

=== 幕内対戦成績 ===　
| 北瀬海   | 0 | 1 | 琴乃富士 | 0 | 1 | 大受   | 0 | 1 | 玉輝山 | 1 | 0 |  |  |  |
| 玉ノ富士 | 0 | 1 | 天龍     | 1 | 0 | 播竜山 | 1 | 0 | 二子岳 | 0 | 1 |  |  |  |
| 双津竜   | 0 | 1 | 丸山     | 1 | 0 | 陸奥嵐 | 0 | 1 | 若獅子 | 0 | 1 |  |  |  |

## 改名歴
- 和田錦（わだにしき、1963年11月場所-1970年1月場所）
- 和錦 克年（かつにしき かつとし、1970年3月場所-1978年3月場所）